# جوني آدامز (لاعب كرة قدم أمريكية)
جوني آدامز (بالإنجليزية: Johnny Adams)‏ هو لاعب كرة قدم أمريكية ولاعب كرة قدم كندية أمريكي، ولد في 9 يونيو 1989 في ديس بلينس في الولايات المتحدة.

## وصلات خارجية
- جوني آدامز على موقع مرجع كرة القدم المحترفة.كوم (الإنجليزية)